# Championnat d'Europe masculin de volley-ball des moins de 21 ans 2006
Navigation
Zagreb 2004 Brno 2008
Le 20e championnat d'Europe de volley-ball masculin des moins de 21 ans (Juniors) s'est déroulé du 6 au 14 septembre 2006 à Kazan (Russie).

## Équipes qualifiées
| - Pays-Bas (2e Championnat d'Europe 2004) - Allemagne (3e Championnat d'Europe 2004) - Serbie-et-Monténégro (4e Championnat d'Europe 2004) - Russie (Pays Organisateur) - Pologne (1er Groupe A TQCE) - France (1er Groupe B TQCE) | - Bulgarie (1er Groupe C TQCE) - Ukraine (1er Groupe D TQCE) - Slovaquie (2e Groupe A TQCE) - Slovénie (2e Groupe B TQCE) - Belgique (2e Groupe C TQCE) - Italie (2e Groupe D TQCE) |

## Déroulement de la compétition

### Tour préliminaire

#### Composition des groupes
| Poule 1                                                                    | Poule 2                                                          |
| -------------------------------------------------------------------------- | ---------------------------------------------------------------- |
| Site : Kazan Belgique Pologne Russie Serbie-et-Monténégro Slovénie Ukraine | Site : Kazan Allemagne Bulgarie France Italie Pays-Bas Slovaquie |

#### Poule 1
| No | Équipe               | Points | Matches | Matches | Matches | Sets | Sets   | Sets  | Points | Points | Points |
| No | Équipe               | Points | joués   | gagnés  | perdus  | pour | contre | Ratio | pour   | contre | Ratio  |
| -- | -------------------- | ------ | ------- | ------- | ------- | ---- | ------ | ----- | ------ | ------ | ------ |
| 1  | Russie               | 10     | 5       | 5       | 0       | 15   | 4      | 3.750 | 460    | 351    | 1.311  |
| 2  | Slovénie             | 9      | 5       | 4       | 1       | 12   | 7      | 1.714 | 422    | 413    | 1.022  |
| 3  | Serbie-et-Monténégro | 8      | 5       | 3       | 2       | 10   | 7      | 1.429 | 399    | 353    | 1.130  |
| 4  | Pologne              | 7      | 5       | 2       | 3       | 10   | 11     | 0.909 | 471    | 475    | 0.992  |
| 5  | Belgique             | 6      | 5       | 1       | 4       | 5    | 13     | 0.385 | 349    | 424    | 0.823  |
| 6  | Ukraine              | 5      | 5       | 0       | 5       | 5    | 15     | .333  | 389    | 474    | 0.821  |

#### Poule 2
| No | Équipe    | Points | Matches | Matches | Matches | Sets | Sets   | Sets   | Points | Points | Points |
| No | Équipe    | Points | joués   | gagnés  | perdus  | pour | contre | Ratio  | pour   | contre | Ratio  |
| -- | --------- | ------ | ------- | ------- | ------- | ---- | ------ | ------ | ------ | ------ | ------ |
| 1  | Italie    | 10     | 5       | 5       | 0       | 15   | 1      | 15.000 | 401    | 334    | 1.201  |
| 2  | France    | 9      | 5       | 4       | 1       | 12   | 5      | 2.400  | 414    | 361    | 1.147  |
| 3  | Pays-Bas  | 7      | 5       | 2       | 3       | 10   | 12     | 0.833  | 471    | 497    | 0.948  |
| 4  | Slovaquie | 7      | 5       | 2       | 3       | 7    | 11     | 0.636  | 396    | 414    | 0.957  |
| 5  | Allemagne | 6      | 5       | 1       | 4       | 7    | 13     | 0.538  | 438    | 467    | 0.938  |
| 6  | Bulgarie  | 6      | 5       | 1       | 4       | 5    | 14     | 0.357  | 395    | 442    | 0.894  |

### Tour final

#### Classement 5-8
|  | Tour de classement                            | Tour de classement                      |                      |   | 5e place                                | 5e place                                |
|  | Tour de classement                            | Tour de classement                      |                      |   | 5e place                                | 5e place                                |
|  |                                               |                                         |                      |   |                                         |                                         |
|  | Kazan, 13 septembre (25:14 25:19 25:11)       | Kazan, 13 septembre (25:14 25:19 25:11) |                      |   | Kazan, 14 septembre (25:17 25:22 25:19) | Kazan, 14 septembre (25:17 25:22 25:19) |
|  | Kazan, 13 septembre (25:14 25:19 25:11)       | Kazan, 13 septembre (25:14 25:19 25:11) |                      |   | Kazan, 14 septembre (25:17 25:22 25:19) | Kazan, 14 septembre (25:17 25:22 25:19) |
|  | Serbie-et-Monténégro                          | 3                                       |                      |   | Kazan, 14 septembre (25:17 25:22 25:19) | Kazan, 14 septembre (25:17 25:22 25:19) |
|  | Serbie-et-Monténégro                          | 3                                       |                      |   | Kazan, 14 septembre (25:17 25:22 25:19) | Kazan, 14 septembre (25:17 25:22 25:19) |
|  | Slovaquie                                     | 0                                       |                      |   | Kazan, 14 septembre (25:17 25:22 25:19) | Kazan, 14 septembre (25:17 25:22 25:19) |
|  | Slovaquie                                     | 0                                       | Serbie-et-Monténégro | 3 |                                         |                                         |
|  | Kazan, 13 septembre (23:25 25:27 25:14 31:33) |                                         | Serbie-et-Monténégro | 3 |                                         |                                         |
|  |                                               | Pays-Bas                                | 0                    |   |                                         |                                         |
|  | Pologne                                       | Pays-Bas                                | 0                    | 1 |                                         |                                         |
|  | Pologne                                       |                                         |                      | 1 |                                         |                                         |
|  | Pays-Bas                                      | 3                                       |                      |   |                                         |                                         |
|  | Pays-Bas                                      | 3                                       | 7e place             |   |                                         |                                         |
|  |                                               |                                         |                      |   |                                         |                                         |
|  | Kazan, 14 septembre (19:25 18:25 17:25)       |                                         |                      |   |                                         |                                         |
|  |                                               |                                         |                      |   |                                         |                                         |
|  | Slovaquie                                     | 0                                       |                      |   |                                         |                                         |
|  | Slovaquie                                     | 0                                       |                      |   |                                         |                                         |
|  | Pologne                                       | 3                                       |                      |   |                                         |                                         |
|  | Pologne                                       | 3                                       |                      |   |                                         |                                         |

#### Classement 1-4
|  | Demi-finales                            | Demi-finales                            |                        |   | Finale                                  | Finale                                  |
|  | Demi-finales                            | Demi-finales                            |                        |   | Finale                                  | Finale                                  |
|  |                                         |                                         |                        |   |                                         |                                         |
|  | Kazan, 13 septembre (25:20 28:26 25:21) | Kazan, 13 septembre (25:20 28:26 25:21) |                        |   | Kazan, 14 septembre (25:23 25:21 25:20) | Kazan, 14 septembre (25:23 25:21 25:20) |
|  | Kazan, 13 septembre (25:20 28:26 25:21) | Kazan, 13 septembre (25:20 28:26 25:21) |                        |   | Kazan, 14 septembre (25:23 25:21 25:20) | Kazan, 14 septembre (25:23 25:21 25:20) |
|  | Russie                                  | 3                                       |                        |   | Kazan, 14 septembre (25:23 25:21 25:20) | Kazan, 14 septembre (25:23 25:21 25:20) |
|  | Russie                                  | 3                                       |                        |   | Kazan, 14 septembre (25:23 25:21 25:20) | Kazan, 14 septembre (25:23 25:21 25:20) |
|  | Slovénie                                | 0                                       |                        |   | Kazan, 14 septembre (25:23 25:21 25:20) | Kazan, 14 septembre (25:23 25:21 25:20) |
|  | Slovénie                                | 0                                       | Russie                 | 3 |                                         |                                         |
|  | Kazan, 13 septembre (25:20 25:20 25:21) |                                         | Russie                 | 3 |                                         |                                         |
|  |                                         | France                                  | 0                      |   |                                         |                                         |
|  | France                                  | France                                  | 0                      | 3 |                                         |                                         |
|  | France                                  |                                         |                        | 3 |                                         |                                         |
|  | Italie                                  | 0                                       |                        |   |                                         |                                         |
|  | Italie                                  | 0                                       | Match pour la 3e place |   |                                         |                                         |
|  |                                         |                                         |                        |   |                                         |                                         |
|  | Kazan, 14 septembre (21:25 19:25 19:25) |                                         |                        |   |                                         |                                         |
|  |                                         |                                         |                        |   |                                         |                                         |
|  | Slovénie                                | 0                                       |                        |   |                                         |                                         |
|  | Slovénie                                | 0                                       |                        |   |                                         |                                         |
|  | Italie                                  | 3                                       |                        |   |                                         |                                         |
|  | Italie                                  | 3                                       |                        |   |                                         |                                         |

## Classement final
| Place              | Équipe               |
| ------------------ | -------------------- |
| Médaille d'or      | Russie               |
| Médaille d'argent  | France               |
| Médaille de bronze | Italie               |
| 4                  | Slovénie             |
| 5                  | Serbie-et-Monténégro |
| 6                  | Pays-Bas             |
| 7                  | Pologne              |
| 8                  | Slovaquie            |
| 9                  | Allemagne            |
| 10                 | Belgique             |
| 11                 | Bulgarie             |
| 12                 | Ukraine              |

## Distinctions individuelles
- Meilleur joueur (MVP) : Dmitri Ilinykh  Russie
- Meilleur marqueur : Mory Sidibé  France
- Meilleur attaquant : Dmitri Ilinykh  Russie
- Meilleur serveur : Gabriele Maruotti  Italie
- Meilleur contreur : Oleg Sytchev  Russie
- Meilleur passeur : Yoann Jaumel  France
- Meilleur libero : Miha Plot  Slovénie